# Boykinia heucheriformis
Boykinia heucheriformis är en stenbräckeväxtart som först beskrevs av Per Axel Rydberg, och fick sitt nu gällande namn av Carl Otto Rosendahl. Boykinia heucheriformis ingår i släktet bäckbräckor, och familjen stenbräckeväxter. Inga underarter finns listade i Catalogue of Life.